# Jean Bikoko
Jean Bikoko, alias Aladin, est un chanteur, compositeur et guitariste camerounais. Il est né en 1939 à Éséka au Cameroun et mort le 22 juillet 2010 à l'âge de 71 ans. Reconnu comme le pape de l'Assiko, il a largement contribué à populariser cette musique et danse traditionnelle camerounaise à travers le monde[réf. nécessaire]. 

## Jeunesse et origines
Très tôt, son père catéchiste l'inscrit dans la chorale du village, il chante les cantiques à l'église avec les autres jeunes choristes. La nuit tombée, le jeune Bikoko participe aux veillées traditionnelles d'Assiko. C'est ainsi qu'il tombe amoureux de ce rythme traditionnel joué à l'aide d'une petite guitare à quatre ou cinq cordes (Moundende), des bouteilles qui battent la mesure et des maracas ; ce rythme frénétique fait aussi appel à des déhanchements sensuels et saccadés. Contraint d'interrompre ses études très tôt, faute de moyens, Jean Bikoko choisit la musique qu'il apprend en autodidacte.

## Carrière musicale
Originaire de l'ethnie Bassa, Jean Bikoko commence sa carrière musicale en 1953 en écoutant Albert Dikoumé considéré comme l'un des précurseurs de l'Assiko moderne. Il se fabrique lui-même sa guitare et joue dans des bars et des cabarets du Littoral. Plus tard, il rencontre le guitariste Alexandre Ekong qui l’introduit à la radio. En 1950, il produit son premier disque Mbimba/koo wada a man lolo. Ensuite, il lance son orchestre intitulé « Jean Bikoko et ses Hetlers », puis produit un deuxième album, Wanda ntet en 1969 qui connaît un succès international. Alors que l’assiko est traditionnellement joué en acoustique, Jean Bikoko Aladin introduit la guitare électrique, la contrebasse et les tambours pour accélérer la rythmique et y ajoute aussi la danse. Il produit plusieurs chansons à succès telles Di yanna et Hiki djam ligwe nguen. Il partage la scène avec les musiciens reconnus tels que Manu Dibango, Tino Rossi, Claude François, Johnny Hallyday, Sylvie Vartan…  En 2003, il rend hommage à Ruben Um Nyobe avec Um Nyobo. En 2008, il sort Assiko story. En 2010, Kon y bi kon fait partie de la compilation musicale Un taxi pour Yaoundé.  
Il est le chantre de l'Assiko qu'il rend populaire,. 
Il meurt le 22 juillet 2010 à l'âge de 71 ans.
Le 23 juin 2015, sa fille Marcelline Ngo Bikoko, artiste danseuse, meurt à Paris dans des conditions troubles.
La fondation Centre Jean-Bikoko Aladin forever située au quartier Logbaba à Douala est inaugurée le 19 décembre 2015 à la mémoire de l'artiste.